# Morrnah Simeona
Morrnah Nalamaku Simeona (1913-1992) uznana na Hawajach za kahuna lapaʻau (uzdrowicielka) i nauczająca swojej zaktualizowanej wersji hoʻoponopono w całych Stanach Zjednoczonych, Azji i Europie.

## Kahuna Lapa’au
Morrnah urodziła się 19 maja 1913 roku w Honolulu na Hawajach. Jej rodzice Kimokeo i Lilia Simeona byli rodowitymi Hawajczykami. Matka, Lilia, była jedną z ostatnich uznanych ahuna la’au kahea, czyli kapłanką, która leczyła za pomocą słów. Morrnah praktykowała masaż lomilomi i przez 10 lat była właścicielką i kierowniczką uzdrowiska w hotelach Kahala Hilton i hoteli Royal Hawaiian. Jej klientami w spa Hilton byli między innymi Lyndon B. Johnson, Jackie Kennedy i Arnold Palmer. W 1983 roku została uznana za kahuna lapaʻau (uzdrowiciel) i uhonorowana przez Hawajską Misję Honpa Hongwanji tytułem „Żyjący Skarb Hawajów”.

## Hoʻoponopono
W roku 1976 zaczęła modyfikować tradycjonalną wersję hoʻoponopono – procesu wybaczania i pojednania – i dostosowała go do potrzeb czasów dzisiejszych. Jej wersja hoʻoponopono powstała pod wpływem jej wychowania chrześcijańskiego (protestanckiego i katolickiego), oraz studiów filozofii Indii, Chin i Edgara Cayce’a. Kombinacja tradycji hawajskich, modlitw do Stwórcy Boskiego i połączenia problemów z reinkarnacją i karmą, stworzyło unikatowy proces rozwiązywania problemów, który służy jako samopomoc dla jednostki, a nie jak tradycjonalny hawajski proces dla całych grup uczestniczących. Nie miała żadnych skrupułów dostosowując tradycje do ich współczesnego zastosowania, mimo że była krytykowana przez niektórych purystów hawajskich. „W swoim systemie korzysta z techniki hoʻoponopono, by stworzyć współpracę trzech części umysłu, nadając im hawajskie nazwy i też określając je jako podświadomość, świadomość i nadświadomość”.
Morrnah Simeona przeprowadziła szkolenia i wykłady o hoʻoponopono w Organizacji Narodów Zjednoczonych, kilkunastu stanach USA, oraz w 14 innych krajach, między innymi w Niemczech, Holandii, Szwajcarii, Francji, Rosji, Japonii oraz w Polsce (14 i 15 października 1989r.). Dokonała swojej prezentacji w szkołach wyższych, takich jak Uniwersytet Hawajski i Uniwersytet John Hopkins’a, placówkach medycznych, instytucjach religijnych i organizacjach biznesowych. W 1982 roku zorganizowała Pierwsze Światowe Sympozjum Tożsamości Człowieka. Pewien reporter zauważył, że „było coś bardzo uspokajającego i kojącego w obecności i w głosie Simeony; też odczuwało się poczucie spokoju, gdy mówiła o nauczaniu ludzi jak usunąć stres i osiągnąć spokój umysłu”.
Aby rozpowszechniać swój proces hoʻoponopono założyła w 1970 roku Pacifica Seminars i w 1980 roku The Foundation of 'I', Inc. (ang. „Freedom of the Cosmos”). W 1990 roku stworzyła Pacifica Seminars w Niemczech. Simeona napisała trzy podręczniki Self-Identity through Ho’oponopono, Basic 1 (128 str.), Basic 2 (przeznaczony do użytku po dwóch latach praktykowania) i Basic 3 (przeznaczony do użytku po upływie następnych pięciu lat). Zalecany czas oczekiwania na poznanie Basic 2 i 3 jest wyznaczony dla rozwinięcia głębokiego szacunku do „Obecności Boskiej”. W 1990 roku oryginalna wersja angielska Basic 1, wydanie 8., została oficjalnie przetłumaczona i wydana w języku niemieckim i francuskim.
Późną jesienią 1990 roku, rozpoczęła swoją ostatnią podróż w celu prowadzenia prelekcji i nauczania w Europie, aż do Jerozolimy. Wróciła do Niemiec 16 stycznia 1991. Mieszkała w spokoju u swoich przyjaciół w Kirchheim, w pobliżu Monachium, aż do dnia swojej śmierci 11 lutego 1992.

## Statua Wolności

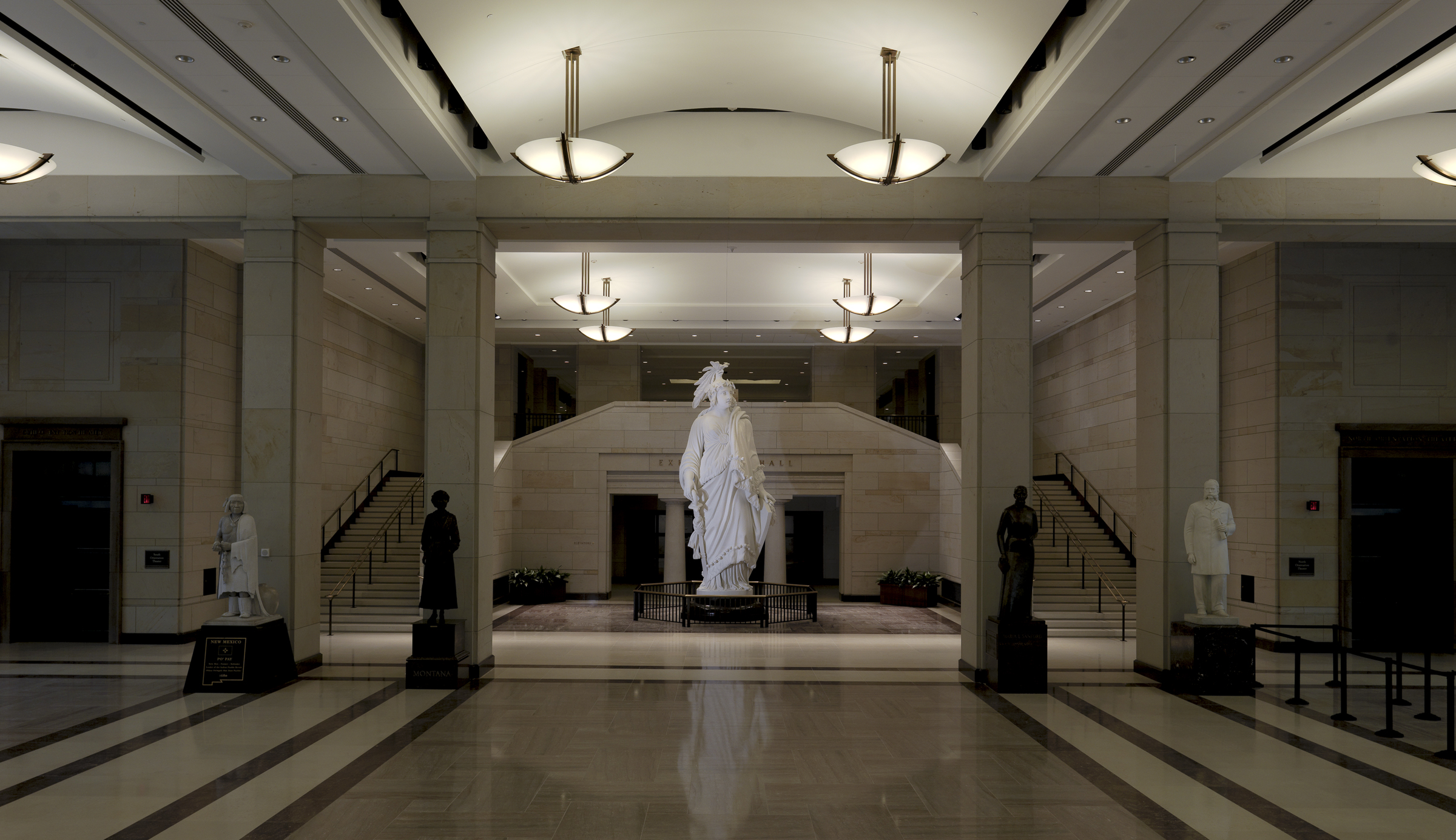
Statua Wolności gipsowy model znajdujący się obecnie w Capitol Visitor Center

W dniu 25 marca 1992, senator Stanów Zjednoczonych, Daniel Akaka (D-Hawaje), wychwalał Simeonę w Congressional Record. Wspomniał, że odkryła, iż gipsowy model służący do wykonania odlewu Statuy Wolności znajdującego się na szczycie kopuły Kapitolu Stanów Zjednoczonych, był przechowywany w magazynach. Podarowała 25000 dolarów na jego remont i odrestaurowanie. W rezultacie model został przeniesiony i wystawiony w Russel Senat Office Building (obecnie w Capitol Visitor Center), gdzie jak wyraził się Akaka, będzie stać jako wyraz pamięci o Simeona.